# FSO Polonez
El FSO Polonez fue un coche compacto de tipo económico, producido entre los años 1978 a 2002 por FSO. Comparte bastidor con el Polski Fiat 125p, una versión simplificada del Fiat 125 con la mecánica y suspensiones de los Fiat 1300/1500, al que incorporaba una moderna carrocería de dos volúmenes al estilo del exitoso Simca 1307
Su presentación fue en 1978 y su producción compartió cadena de montaje con la del Fiat Polski 125p hasta el año 1991, año en que cesó la de este último.Durante sus años de producción fueron realizados cambios estéticos y técnicos adaptandolo al mercado. Inicialmente apareció en versión 5 puertas sin ventana trasera, aunque a mediados de los 80 recibió ventana en el montante trasero (hasta entonces ciego). A principios de los 90 recibió cambios estéticos en la parte trasera (portón y ópticas) y posteriormente un restyling que afectó también al frontal e interiores, haciéndose llamar "Polonez Caro". En esos años llegó a equipar motores 1.4 de la K-Series de Rover. A mitad de los años 90, la fábrica FSO pasó a ser propiedad de la firma surcoreana Daewoo, hasta el año 2001, y en el 2002 la firma vuelve a ser independiente, aparte de que en dicho año cesaría la producción del FSO Polonez, del cual se hicieron 1.061.807 unidades.

## Historia
Al final de los años 70, la planta FSO comenzó a diseñar una nueva versión derivado de la mecánica del Fiat 125 pero con una carrocería de concepción totalmente polaca, al elaborar algunos bocetos y diseños, cuyo uno de sus autores era Cezary Nawrot en conjunto con los diseñadores italianos del centro de diseño en Módena. En junio de 1978, saldría al mercado otra de las versiones basados en la mecánica del Fiat Polski 125p, el "FSO Polonez Caro". En esta se introdujo una gran cantidad de cambios, tanto estructurales como nuevas concepciones estilísticas, con una carrocería de diseño y estilo mejorados significativamente, en las que se incluyen nuevos faros y parachoques con formas más estéticas, dándole una apariencia muy diferente a la del modelo de base y al tradicional Polski'. Se añadió un volante de dirección regulable en altura regulable como equipo de serie, y se introdujeron por primera vez en un coche polaco varios sistemas de seguridad tanto activos como pasivos, al instalarse cinturones de seguridad delanteros, y una carrocería con zonas de deformación progresiva. También se amplió considerablemente la gama de opciones disponibles, entre las que se incluyen: llantas de aleación ligera, alarma, reposacabezas, asientos deportivos, todos ellos procedentes de la firma Inter Groclin, elevalunas eléctrico en las puertas delanteras, y un sistema de cierre centralizado en las puertas, radio AM/FM, altavoces, pintura metalizada, entre otros.  El coche fue vendido en diferentes tipos de carrocería , desde furgonetas hasta camionetas familiares, aparte de la habitual berlina de dos volúmenes.  El comprador podía elegir entre diferentes versiones de motorización, puentes traseros con diferentes reducciones y otra clase de accesorios. El FSO Polonez Caro de ser un clásico coche de la era comunista pasó a ser un automóvil con todos los equipos de serie para así cumplir con las normas de seguridad europeas ECE.

### Modelos iniciales
La historia del "FSO Polonez" empieza a finales de 1972, cuando una línea del Partido comunista de Polonia de alto nivel apuesta por el desarrollo autóctono de productos dentro de la factoría, por esa entonces estatal; la FSO. Entonces se decide el introducir un sucesor del venerable modelo Fiat Polski 125p. Los primeros planes no se trazaron hasta que las consideraciones se dieran de manera concreta acerca sobre el desarrollo y producción de un nuevo coche, y finalmente se llega a un consenso el 17 de septiembre de 1974, cuando se firmó el acuerdo entre Pol-Motema y la italiana Fiat, que hasta entonces sólo sostuvo conversaciones; y luego se decide confiar la obra del diseño de un nuevo vehículo a la parte italiana, y la construcción sería de la FSO. En virtud del acuerdo, el orden polaco fue el de presentar sus propias indicaciones y lineamientos para el desarrollo y diseño de la nueva carrocería, aparte de decidirse sobre la inclusión de ciertos accesorios de seguridad, ya estándar en los automóviles nuevos en venta en Europa; como los cinturones de seguridad. Las condiciones del momento supusieron al constructor italiano el cumplimiento con este coche de la normatividad y los estándares actuales y futuros frente a cualquier clase de accidentes, aparte que el aspecto de las emisiones como meta, era el de permitir la venta del automóvil en los mercados de Europa Occidental, e incluso Estados Unidos. Más tarde en ese mismo año, el Centro Stile Fiat; con la participación de diseñadores e ingenieros polacos, comienzan a trabajar en el diseño de la carrocería así como del interior del nuevo modelo de la FSO. Los primeros prototipos del coche se etiquetan como 125PN (125 Polacco Nuova - 125 Nuevo Polonez), estos vieron la luz ya en el año de 1975. Entre los años 1975-1977, ya se trabajaba en la construcción y las pruebas de prototipos funcionales, así como en la preparación de la fábrica polaca para iniciar la producción del nuevo coche, que fue creado para una novedosa línea de montaje robotizada, en donde el taller de soldadura se ampliaría, y se construiría una nueva sala de prensas. 
En 1976, fue llevada una réplica a escala del Polonez en plata, la que sería presentada en la Oficina de Diseño de la Industria Automovolística de Polonia. Tras el dictamen favorable emitido por el primer ministro Peter Jaroszewicz, el proyecto sería aceptado, y luego enviado a la producción. La primera serie de prueba de los FSO Polonez se presentó al público en noviembre de 1977. La producción en serie del nuevo modelo se llevaría a cabo desde el 3 de mayo de 1978. El nombre para el coche sería elegido por la encuesta hecha a los lectores de la revista "La vida de Varsovia", en una edición de 1978, después de ello; se realizaría la puesta en grada de la producción en masa del automóvil oficialmente al público.

#### FSO Polonez MR'78 de 1979
La nueva carrocería es del tipo autoportante, con un diseño a base de dos únicos volúmenes que se caracterizó por ese momento por ser de un nivel bastante moderno en cuanto a su estética y al nivel de seguridad pasiva en caso de colisión, con un coeficiente aerodinámico de resistencia al aire de 0,4. Los conceptos usados para las soluciones de seguridad pasiva dispuestos por los diseñadores italianos no se hicieron efectivos en este coche, inicialmente se instalaron dichos aditamentos en un prototipo construido en Turín. El "FSO-Polonez" usa en su construcción estructural zonas de deformación progresiva tanto en su parte delantera como trasera, con ello se buscaba mejorar en caso de impacto a las puertas laterales y reducir la rigidez post-impacto de las bisagras de las mismas y las del capó, a diferencia del predecesor, el Fiat Polski 125p; en el cual el nivel de rigidez es considerado como el causante de destrozos e incluso muertes en sus ocupantes en el caso de colisión frontal. Con ello, se buscaba evitar que en el caso de un choque frontal se redujeran las comsecuencias de los ocupantes del vehículo. En el prototipo también se usaban algunos dispositivos de seguridad activa, como es el caso de cinturones de seguridad con sistema de pretensores. Durante el tiempo en que esta versión se comercializó, no se consideró a este equipamiento como algo que debiera ser instalado de serie, ya que en el campo de la seguridad; la mayoría de los coches de clase media baja de procedencia comunista eran hechos para ser asequibles, y no para ser realmente seguros. Las soluciones de seguridad dieron lugar a un notable aumento de peso en el vehículo, en particular con relación a su predecesor, el Fiat Polski 125p. Este coche ya se consideraba como "un vehículo bien equipado" en su versión estándar, en la que se incluye entre otros: asientos mullidos, instrumentación completa, reloj, limpiaparabrisas, y luna trasera con desempañadores térmicos e incluso cuenta con faros antiniebla, encendedor eléctrico, columna de dirección regulable en altura, y cinturones de seguridad delanteros. Durante los dos primeros años de producción se darían cambios importantes en su nivel de equipamiento, para ser equiparable a coches de procedencia occidental y ante su posible venta a países de la misma región.
En 1980, se introdujo un modelo a la producción denominado "Armado", este estaba equipado con un motor que rendía 82cv, y una caja de cambios de cinco velocidades. En 1981 entró a ser producida masivamente una versión en donde los asientos traseros se abaten para aumentar el espacio de carga. Entre los años de 1980 a 1985 salieron de las líneas de producción cerca de 1,000 unidades del "FSO Polonez". Ya en octubre de 1980, debido a las dificultades en el suministro de partes para producir los FSO Polonez se monta una versión "económica", con un nivel de equipamiento reducido. En ésta variante se eliminan de la lista de opciones algunos equipamientos: los tapacubos, los embellecedores del parabrisas, las molduras exteriores de las puertas, los cromados en los marcos y parachoques, siendo reemplazados con almohadillas amortiguadoras de goma, sólo se dejan los limpiaparabrisas delanteros eliminándose el limpialuneta y el desempañador de la luna trasera, se elimina la preinstalación de radio, los antinieblas , las molduras interiores, los reposacabezas son retirados de los asientos de serie, las bolsas de las puertas, los sistemas de bisagras de los asientos traseros, los ceniceros traseros y el encendedor, la iluminación interior, la columna de dirección ajustable, y el portadocumentos, así como la luz de emergencia, el temporizador del limpiaparabrisas, el manómetro de aceite, así como la insonorización del compartimiento del motor son también quitados. En comparación con la versión estándar, la económica monta unos neumáticos más estrechos (165/70 SR 13), y cinturones de seguridad no inerciales para los asientos delanteros, así como la tapicería y las alfombras de materia plástica como las que equipan al Fiat Polski 125p y que solo cubren el suelo del habitáculo, sin contar con el tapizado habitual.

#### FSO Polonez MR'78 de 1982
Por razones económicas, el "FSO Polonez" se construyó sobre la base de la mecánica del Fiat Polski 125p, con lo que se hizo frente a otras consideraciones técnicas en cuanto a su fiabilidad y sus prestaciones. Por ello, el coche heredó de su predecesor la mayoría de sus consabidos defectos mecánicos, tales como un motor de concepción ya quizá superada, una distancia entre ejes reducida, con un elevado diámetro de giro. El "FSO Polonez", sin embargo, estaba mejor equipado que el Fiat Polski 125p, pues montaba en sus aditamentos unos asientos más cómodos y un salpicadero con mejores acabados. Algunos de los componentes mecánicos fueron modificados, y otros fueron modernizados para ponerlos a tono como se debe con un nuevo coche, y ante su posible exportación a naciones de Europa occidental. En este diseño se hizo gran énfasis en la seguridad del habitáculo de los pasajeros y en el nivel de impactos que podría soportar dicho vehículo, en comparación con la excesiva rigidez del 125p, su resistencia y niveles de deformabilidad fueron aumentados, y las fuerzas que el cuerpo podía soportar eran, desde luego; superiores a las de su predecesor. La mejora en la producción del mismo estaba prevista para ser hecha en dos etapas. En la etapa I, se inicia el diseño y fabricación de una nueva serie de motores, los que estaban basados en los dispuestos ya en los automóviles 125p, siendo tan sólo una "tibia" actualización de sus componentes. En la etapa II de producción, se preveía iniciar una familia completamente nueva de motores de gasolina DOHC, obviamente; hechos bajo licencia de la FIAT (de 1,6, 1,8, 2,0 litros; y un motor diésel de 2,0 litros; de licencia PSA o Perkins), y se llevaría a cabo unos cambios en los elementos del conjunto impulsor del coche (sobre todo el eje trasero, que sería modificado para recibir el motor diésel), y así mismo, se aumentaría la producción, para llegar a un nivel de producción de hasta 160 000 unidades al año. Pero la II Fase nunca tuvo lugar, y aunque comenzaron incluso los trabajos y los preparativos para la construcción de la nueva Planta de Motores Canal Żerańskim, la que hoy día se utiliza para la construcción de los motores más conocidos de la serie Fiat Polski 125p; ya con el paso del tiempo, se darían los trabajos de construcción, aparte de las mejoras y modernización a las maquinarias de la citada planta en otra época.

#### FSO Polonez MR'83 LUX (versión de lujo)
El "FSO Polonez" tenía una disposición estructural clásica, con motor delantero longitudinal y propulsión trasera, el cual transmite su tracción a la transmisión al eje trasero mediante el clásico sistema de enlace por cárdan. Se decidió posteriormente el montar motores derivados del Polski -de cuatro cilindros en línea refrigerado por agua- los cuales ya eran un diseño de motor probado pero ciertamente anticuado para la época, los cuales contaban con una disposición de sistemas ya clásica, como una disposición estructural OHV. Dicha gama de motores contaba con cilindradas entre 1,3 y 1,5 litros en sus diferentes versiones. Los motores tomados de esta serie ya se habían modificado ligeramente para hacerlos más actuales: los pistones recibieron un rediseño en su cámara de combustión, con cabezales y recorridos reformados, un nuevo colector de admisión, un tipo nuevo carburador y distribución arrastrada por un sistema de correa metálica dentada.
Los diferentes sistemas de funcionamiento del motor también se mejoraron como los de lubricación, refrigeración y ventilación. El cigüeñal todavía es el de tres apoyos, reduciendo la vida del motor. Este modelo existió hasta ver los cambios en el sistema de transmisión, el diseño modificado del embrague y la caja de cambios (que fue adaptada para el montaje una quinta velocidad), los que han sido modificados tan ligeramente como el sistema de frenos. La dirección y suspensión fueron adaptadas sin cambio alguno, y directamente llevadas desde el Fiat 125p al FSO Polonez. 
Como opcional, se le agregó la posibilidad de ajustar la altura de la columna de dirección. En comparación con su predecesor, más costoso; el FSO Polonez tuvo como opcional el ajuste desde el interior del retrovisor lateral y la altura de los asientos traseros. Desde el año 1979 se modificaron algunos coches "FSO Polonez" con motores Fiat para carreras de cuarto de milla (el motor era el Fiat DOHC con una capacidad de 1.995 cc y una potencia de 112 caballos de vapor (82 kW), proveniente del usado en el Fiat 132)- principalmente usado en las versiones de radiopatrulla en dotación para la policía y las instituciones gubernamentales. Esta versión estaba equipada con una caja de 5 velocidades y desarrollaba una velocidad máxima de 175 kilómetros (109 mi)/h, y tenía una aceleración de 0 a 100 km/h de 12 segundos.
Los FSO Polonez de la primera serie de producción se denominan comúnmente "Borewiczami", ya que así fueron reconocidos dentro de Polonia por una serie de detectives emitida en la televisión estatal (TVP) en la serie detectivesca 07 zgłoś się (informe 07). El personaje principal, el teniente Slawomir Borewicz, se sentó en la mayor parte de las escenas detrás del volante del "FSO Polonez".

### Modelos 90's

#### FSO Polonez MR'91-MR'93
En 1991, a la gama de motores precedente se unió un motor diésel de la referencia XUD9A, de origen PSA; de una cilindrada de 1905 cc y 92,5 caballos (69 kW). Este motor obligó a realizar cambios en el sistema de electricidad, en el de refrigeración, arranque y a aumentar la capacidad del alternador.
En 1992, se amplió la oferta en los motores básicos 1.5/1.6, al implementarse un sistema de inyección electrónica multipunto, aparte de la inclusión de un catalizador, esta variante sería designada como la versión GLI. También se podía optar por una versión sin inyección ni catalizador de gases. Los motores de esta serie ahora están diseñados para funcionar con gasolina sin plomo. En la misma se introdujo un árbol de dirección rediseñado, en la que se le ha hecho una mejora para que en el momento de un choque no lesione al conductor en una colisión, por lo que fue hecho para que se recortara y distorsionara durante el ímpetu de la absorción de energía por el mismo timón de dirección. Esta versión fue otorgada como premio por haber ganado la medalla de plata en los Juegos Olímpicos de Barcelona de 1992 a los representantes del equipo de fútbol nacional de Polonia, que fueron recibidos de manos de las autoridades, siendo una muy cotizada ahora edición especial (Gold) del FSO Polonez Caro del año '91.
En 1993, se realizaron varias mejoras al coche: En el primer semestre del año se ha ampliado la distancia entre ejes, tanto en el tren delantero como en el trasero (con cerca de 59 mm extra), que mejoraron su estabilidad. En el otoño se llevó a cabo la siguiente serie de cambios: La toma de aire en el capó hecha de plástico desapareció, y asumió su papel una serie de perforaciones mediante una tira de plástico nueva en lugar de metal, se dio otra actualización del sistema eléctrico, el mecanismo del limpiaparabrisas se mejoró, y se incluyó un nuevo sistema de indicadores e interruptores led de luz de fondo y se trasladó a las esquinas de los faros los brazos del limpiaparabrisas a la izquierda en unos 60 mm, se mejoró el sistema de calefacción central y la ventilación del interior a través de la instalación de cuatro salidas de aire en la cabina (a las que también se les cambió su diseño), se añadió un sistema para ajustar la altura de las luces desde la cabina, además se instala un temporizador en las luces de cabina y otros aditamentos. La iluminación interior ahora se acciona automáticamente al abrirse la puerta, y al término del arranque en el motor, o después de unos 15-20 segundos después de cerrada la puerta. Como característica opcional, entre otros, aparecía un sistema de dirección asistida, un sistema de aire acondicionado mejorado, un sistema de bloqueo centralizado, retrovisores y cristales con elevavidrios eléctricos, aparte de estar calefaccionados, y un paquete de estilización de la carrocería de origen Orciari (versión de pintura de la carrocería y otra de tono crudo), unos asientos de tipo cubo de la "InterGroclin" (con calefacción incluida). Dichas modificaciones también fueron aplicadas para aumentar el desempeño del motor: se equipó al bloque del cigüeñal con camisas para los pistones, se dotó de nuevos pistones al motor de la versión 1.6. Durante todo el período de producción del "Polonez Caro MR'93" entre los años de 1993 y 1997, se hizo muy a menudo la introducción de modificaciones más o menos que incidieron en el desempeño en los frenos delanteros, así como mejoraron el radio de giro para reducirlo, un nuevo tipo de sistema de frenado de origen LUCAS (primero como opcional en el segundo semestre de 1995, luego de modo estándar; a excepción para los vehículos con motorización diésel), un termostato para la calefacción y el desempañador del cristal trasero (que pasa de calentar a encenderse de forma automática; independientemente de la temperatura externa), con nuevas ventilas adicionales en las puertas traseras (versión 1996), un nuevo tipo de plafones (versiones 1996), y un nuevo logotipo distintivo dentro y fuera del coche (a raíz de la compra de la Daewoo a la firma polaca FSO). Se reemplaza el sistema de campana en los frenos traseros (desde 1996) y muchos otros cambios para aumentar su desempeño y hacerlo acorde ya a otros coches similares de esa entonces.

#### Daewoo-FSO Polonez MR'93-MR'98
Entre diciembre de 1993 y 1998, se hizo una profunda modernización al motor DOHC, al que se dotó de un sistema de inyección multipunto para el motor 1.4 de 16 válvulas (en la serie se denominó "K16 MPI") de origen Rover, con un incrermento en la potencia máxima de 98,3 caballos (73 kW); el que contaba con una cilindrada de 1,398 litros. A este motor se le dotó de un nuevo sistema de embrague, de nuevos soportes para el mismo, un sistema de escape de gases rediseñado, un nuevo sistema eléctrico, en donde se retocó la refrigeración y el sistema de encendido. Este nuevo motor obligó al rediseño de la suspensión delantera, anteriormente de barra; ahora de puntales McPherson y a mover algunos elementos, como la batería; que pasaría de la izquierda a la derecha del habitálculo del motor. El nuevo "Daewoo-FSO Polonez" ha sido equipado con un nuevo motor, en el que se aumentó drásticamente la potencia, y que se caracteriza por un rendimiento significativamente mejor al motor original, y que de acuerdo con el fabricante puede desarrollar una velocidad máxima de hasta 160 kmh, y una aceleración de 0 a 100 km/h en 13,8 segundos. Durante este período, las opciones que se incluían también disponían de cuatro versiones de rines de aleación ligera, de tres brazos hechos en Italia , y hubo dos versiones de rines con cinco puntas -una hecha bajo encargo de la FSO a la empresa "RIAL" y la segunda, que fue producida en Polonia-, que no eran muy atractivas en su estilo. A mediados de los años 90 el "Daewoo-FSO Polonez Caro" fue el coche más vendido en Polonia en su gama.

## Características

### Modelos iniciales (1978-1986)
| Versión            | Motor                            | Sistema de alimentación                           | Diámetro × carrera (del cilindro) | Relación de compresión | Potencia máxima    | Par máximo          | Aceleración (de 0 a 100 km/h) | Velocidad punta    |
| Motores a gasolina | Motores a gasolina               | Motores a gasolina                                | Motores a gasolina                | Motores a gasolina     | Motores a gasolina | Motores a gasolina  | Motores a gasolina            | Motores a gasolina |
| ------------------ | -------------------------------- | ------------------------------------------------- | --------------------------------- | ---------------------- | ------------------ | ------------------- | ----------------------------- | ------------------ |
| 1300 BA            | R4 1,3 l (1295 cm³), OHV         | Carburador Weber 34DCMP                           | 72 mm x 79,5 mm                   | 9:1                    | 65cv a 5600 rpm    | 93,2 Nm a 3400 rpm  | n/d                           | 140 km/h           |
| 1300 BB            | R4 1,3 l (1295 cm³), OHV         | Carburador Weber 34DCMP                           | 72 mm x 79,5 mm                   | 7,5:1                  | 60cv a 5500 rpm    | 95,5 Nm a 3000 rpm  | n/d                           | 135 km/h           |
| 1500 AA            | R4 1,5 l (1481 cm³), OHV         | Carburador Weber 34DCMP                           | 77 mm x 79,5 mm                   | 9,2:1                  | 75cv a 5200 rpm    | 114,7 Nm a 3200 rpm | n/d                           | 155 km/h           |
| 1500 AC            | R4 1,5 l (1481 cm³), OHV         | Carburador Weber 34DCMP                           | 77 mm x 79,5 mm                   | 7,2:1                  | 70cv a 5200 rpm    | 106 Nm a 3400 rpm   | n/d                           | 143 km/h           |
| 1500 AB            | R4 1,5 l (1481 cm³), OHV         | Carburador Weber 34DCMP                           | 77 mm x 79,5 mm                   | 9,2:1                  | 82cv a 5200 rpm    | 113,8 Nm a 3400 rpm | n/d                           | 160 km/h           |
| 1500 Turbo A       | R4 1,5 l (1481 cm³), OHV         | Carburador Weber 34DCMPT                          | 77 mm x 79,5 mm                   | 8,5:1                  | 190cv a 7000 rpm   | 240 Nm a 3200 rpm   | 8,5 s                         | 220 km/h           |
| 2000               | R4 2,0 l (1995 cm³), DOHC        | Carburador Weber 34 ADF                           | 84 mm × 90 mm                     | 9:1                    | 112cv a 5600 rpm   | 157,9 Nm a 3000 rpm | n/d                           | 165 km/h           |
| Motores diésel     |                                  |                                                   |                                   |                        |                    |                     |                               |                    |
| 2.0 D Turbo        | R4 2,0 L (1995 cm³), VM 488 HT/2 | Bomba de combustible y sistema de inyección Bosch | 88 mm x 82 mm                     | 22:1                   | 84cv a 4300 rpm    | 162 Nm a 2500 rpm   | 20 s                          | 145 km/h           |

### Modelos medios (1986-1991)
| Versión del modelo | Motor                     | Sistema de alimentación | Diámetro × carrera | Relación de compresión | Potencia máxima  | Par máximo        | Aceleración (de 0 a 100 km/h) | Velocidad punta |
| ------------------ | ------------------------- | ----------------------- | ------------------ | ---------------------- | ---------------- | ----------------- | ----------------------------- | --------------- |
| 1.5 SLE            | R4 1,5 l (1481 cm³), OHV  | Carburador              | 77 mm x 79,5 mm    | 9,2:1                  | 82cv a 5200 rpm  | 115 Nm a 3200 rpm | 16,0 s                        | 155 km/h        |
| 1.5 Turbo          | R4 1,5 l (1481 cm³), OHV  | Inyección monopunto     | 77 mm x 79,5 mm    | b/d                    | 95cv a 5500 rpm  | 155 Nm a 3500 rpm | 13,0 s                        | 165 km/h        |
| 1.6 SLE            | R4 1,6 l (1598 cm³), OHV  | Carburador              | 80 mm x 79,5 mm    | 9,5:1                  | 87cv a 5400 rpm  | 130 Nm a 4000 rpm | 15,0 s                        | 160 km/h        |
| 2.0 SLE            | R4 2,0 l (1993 cm³), SOHC | Carburador              | 86 mm x 86 mm      | 10,3:1                 | 105cv a 5500 rpm | 170 Nm a 3000 rpm | 12,4 s                        | 165 km/h        |

### Modelos propulsados pormotores Daewoo(1997-2002)
| Versión         | Motor                     | Sistema de alimentación | Diámetro × carrera | Relación de compresión | Potencia máxima  | Par máximo        | Aceleración (de 0 a 100 km/h) | Velocidad punta |
| --------------- | ------------------------- | ----------------------- | ------------------ | ---------------------- | ---------------- | ----------------- | ----------------------------- | --------------- |
| 1.4 MPi/GTi 16v | R4 1,4 l (1398 cm³), DOHC | Inyección monopunto     | 75 mm x 79 mm      | 10:1                   | 103cv a 6000 rpm | 127 Nm a 5000 rpm | 11,9 s                        | 160 km/h        |
| 1.6 GLi         | R4 1,6 l (1598 cm³), OHV  | Inyección monopunto     | 80 mm x 79,5 mm    | 9,5:1                  | 76cv a 5000 rpm  | 121 Nm a 3600 rpm | 15,2 s                        | 150 km/h        |
| 1.6 GSi         | R4 1,6 l (1598 cm³), OHV  | Inyección multipunto    | 80 mm x 79,5 mm    | 9,5:1                  | 84cv a 5000 rpm  | 130 Nm a 3800 rpm | 14,7 s                        | 155 km/h        |

Polski Fiat 125p

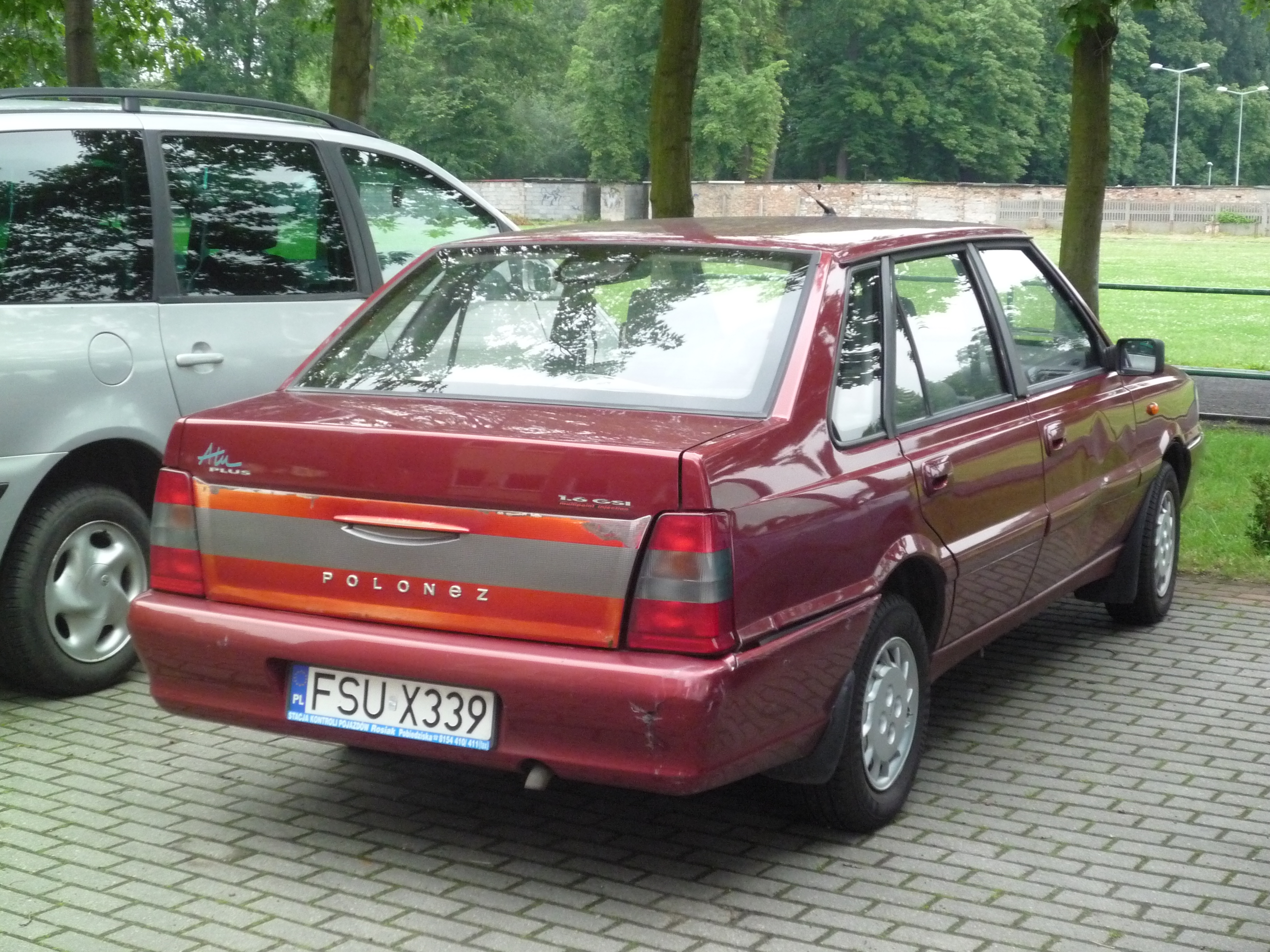
Un FSO/Daewoo Polonez Atu Plus.

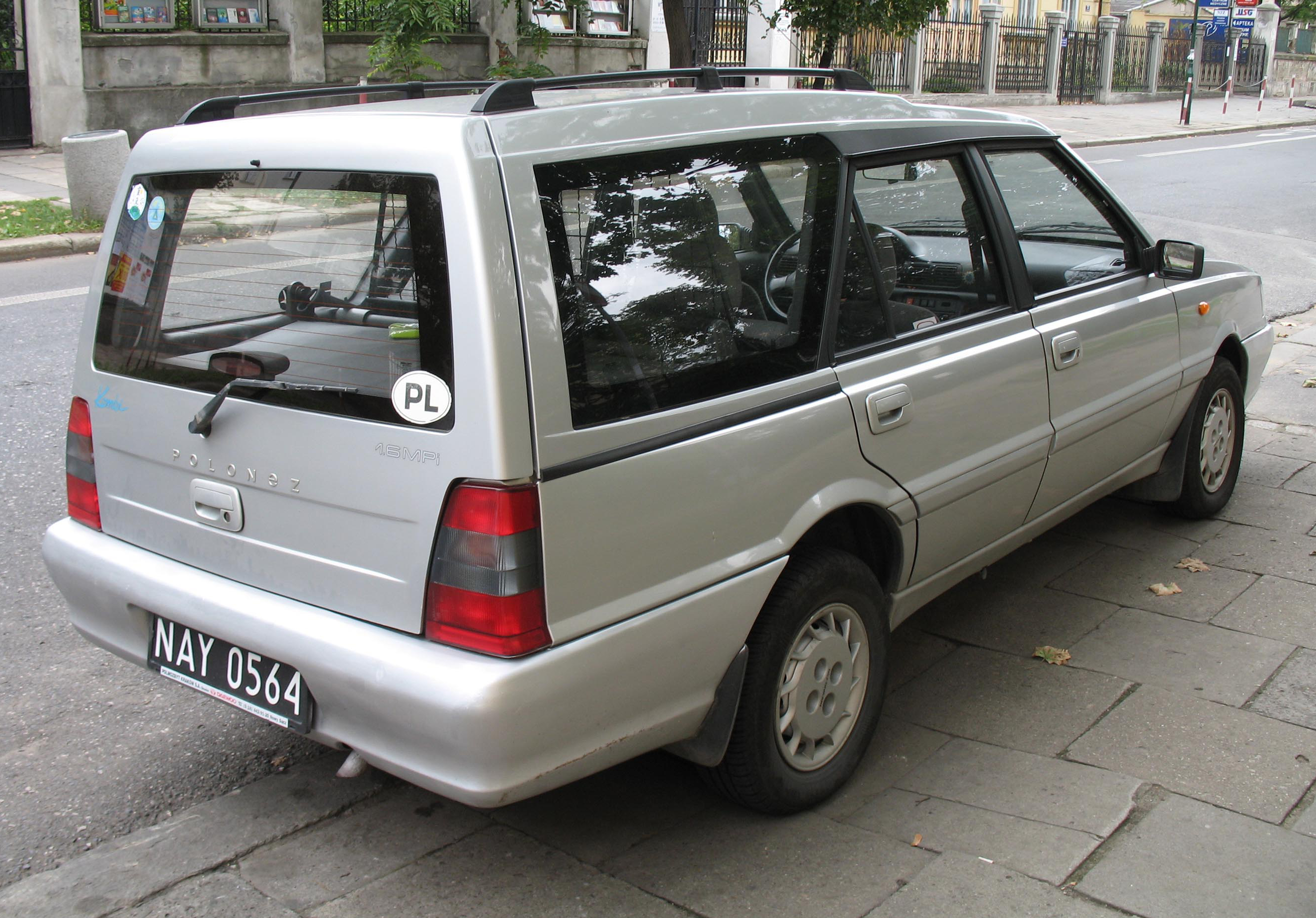
Un FSO/Daewoo Polonez Kombi.

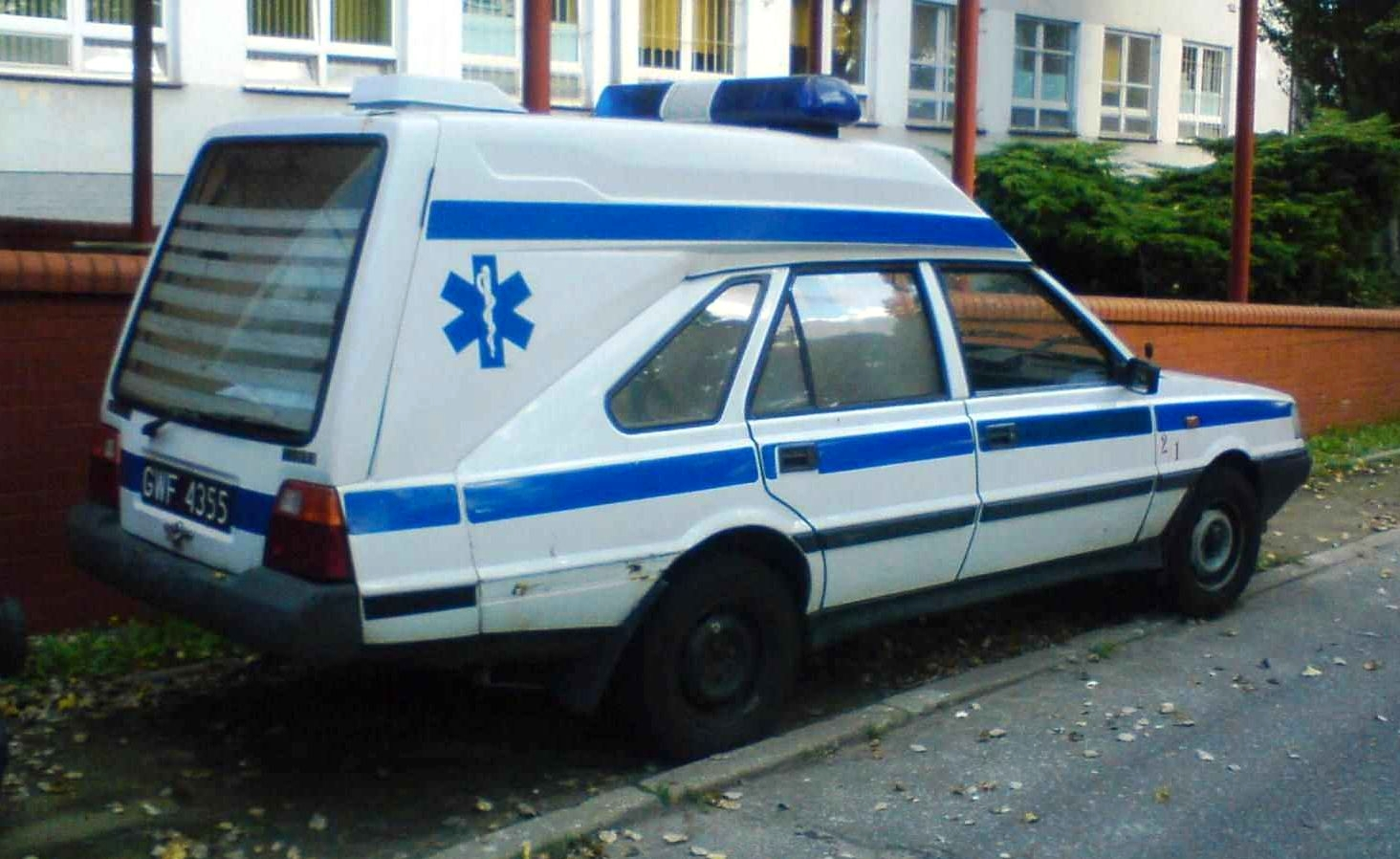
Un FSO Polonez Cargo adaptado como ambulancia.

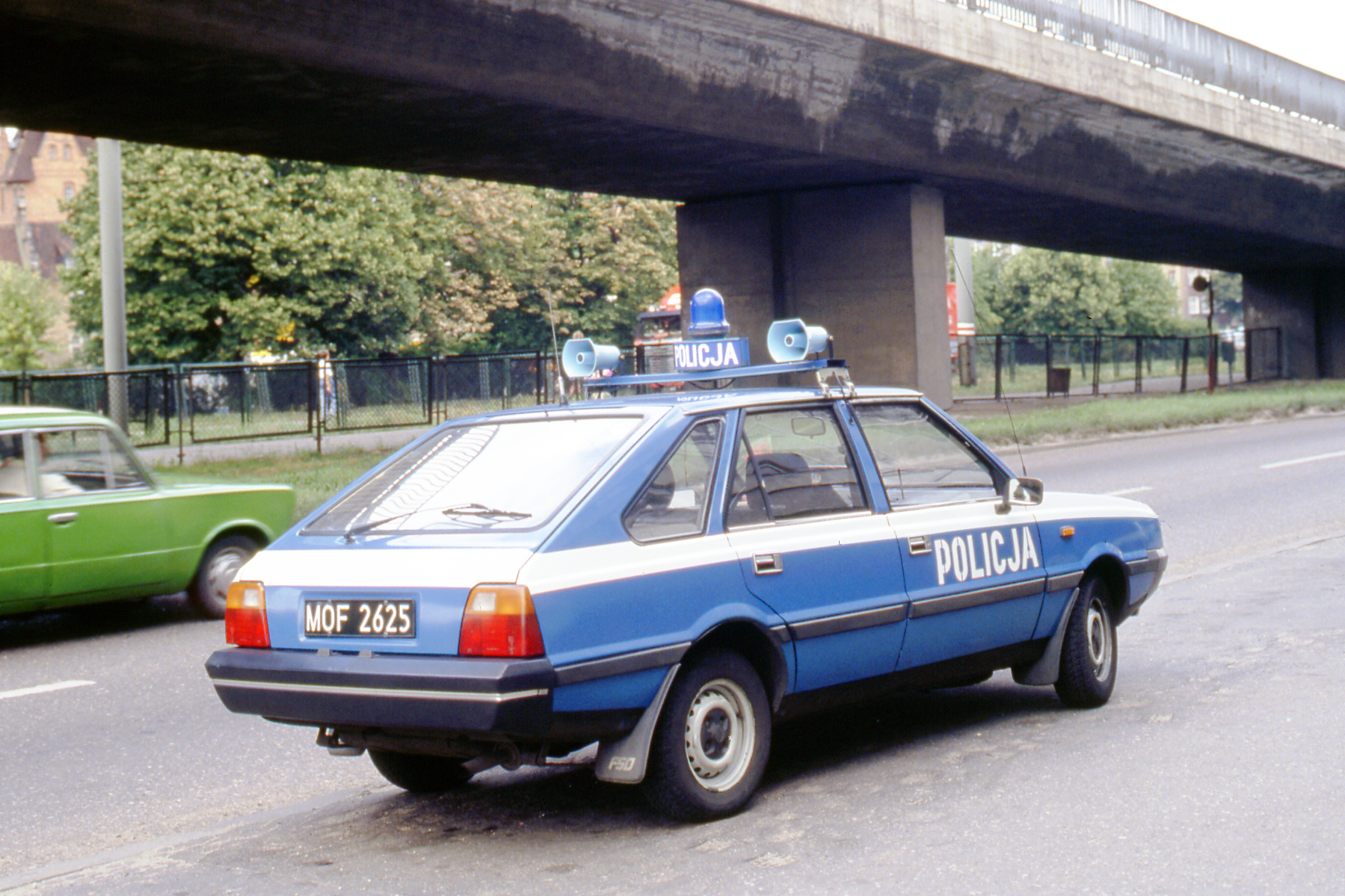
Un FSO Polonez (MR'89) polaco patrulla

Las diferentes variantes del FSO Polonez/Daewoo-FSO Polonez se expandieron en razón a su amplia gama de carrocerías. En estas se incluían las siguientes opciones:
- Hatchback - Su versión original.
- Sedán - Conocida mejor como FSO Polonez Atu, también conocida como FSO Celina en algunos mercados a los que fue exportado) su introducción se dio en 1996 (la primera versión se presentó en 1994).
- Station wagon - Vendida en algunos mercados como el FSO Caro, su introducción se dio en 1999 (la primera versión se presentó en 1994).
- Camioneta de platón llamada Truck (la primera versión se presentó en 1987).
- Camioneta de platón extendido (con asientos traseros pequeños).
- Truck Roy  - Camioneta de platón extendido en una configuración como la versión Caro/Atu en pick-up, (la primera versión se presentó en 1997).
- Versiones de carrocería para diseños de vehículos especiales.
- Versiones especiales para el Cuerpo de bomberos
- Cargo - Un FSO Polonez Caro con un techo más alto y una carrocería alargada, hecha de plástico PVC sobrepuesta en puntales de metal, a este tipo de carrocería se daría un extensivo uso en el servicio de ambulancias (la primera versión se presentó en 1993).
- Cupé - Versión de 3 puertas, solo se suponen que eran fabricados unos 50 por pedido, puertas de apertura lateral y con parales en tipo B más anchos, los de pilares tipo C son diferentes.
- 3 Puertas - Versión similar al FSO Polonez de serie pero sin puerta para el baúl como en este, solo una cubrecajuela muy reducida en dimensiones, se estima que se produjeron unas 300-1000 de esta versión.

Se sabe que inclusive se diseñaron numerosos prototipos como: Una pickup hecha con el uso de una parte de la carrocería trasera del Fiat Polski 125 en su versión platón, Una pickup estilo nativo (con/sin el marco trasero como ebn la variante actual del FSO Truck), una 4x4 offroader (Análoga), con suspensión hidroneumática, una variante Sedán (muy diferente del modelo Atu/Celina), y una versión 4x4 de la variante FSO Truck con/sin suspensión todo terreno.

## Trivia
karol Karol, inmigrante polaco protagonista de la cinta Blanco de 1994, de la trilogía Tres Colores de 	
Krzysztof Kieślowski, conduce un FSO Polonez en el trepidante París de los años 90, remarcando la desubicación que sufre al ser abandonado por su mujer francesa.